# سکی، میه
سکی، میه (به لاتین: Seki) یک منطقهٔ مسکونی در ژاپن است که در ناحیه کانسای واقع شده‌است. سکی ۷٬۲۷۷ نفر جمعیت دارد.